# Adžarská autonomní sovětská socialistická republika

Vlajka Adžarské ASSR

Adžarská autonomní sovětská socialistická republika (zkráceně Adžarská ASSR) (gruzínsky: აჭარის ავტონომიური საბჭოთა სოციალისტური რესპუბლიკა - „ačaris avtonomiuri sabčoti socialisturi respublika“; rusky: Аджарская Автономная Советская Социалистическая Республика) byla autonomní republikou Sovětského svazu zřízená v rámci Gruzínské SSR. Adžarská ASSR vznikla 16. června 1921 a přetvořila se po nabytí nezávislosti Gruzie na Sovětském svazu v roce 1991 v Adžarskou republiku.

## Vznik
Okolnosti vzniku Adžarské ASSR byly dosti dramatické. Po první světové válce byla Adžárie střídavě okupována tureckými a britskými vojsky, než se v roce 1920 dostala pod gruzínskou správu. Nezávislá Gruzie však existovala pouze krátce, protože byla v únoru 1921 přepadena sovětskými vojsky. Během tohoto konfliktu se do Adžárie vrátila turecká vojska pod velením Kâzıma Karabekira a hrozilo, že Adžárie bude anektovaná Tureckem, aby bylo ochráněno adžarské muslimské obyvatelstvo před sovětskými vojsky. Nakonec došlo k jednáním, z kterých vzešla dohoda z Karsu, podle které se Turci vzdali územních nároků na Adžárii a sověti se na oplátku zavázali vytvořit pro místní muslimy Adžarskou ASSR.

## Seznam představitelů Adžarské ASSR
První tajemník komunistické strany v Adžárii
- Tengiz Gigojeviš Žgenti (1921 - 1922)
- Nikolaj Samsonovič Svanidze (1922 - 1924)
- Levan Davidovič Gogoberidze (1924 - 1925)
- Nikolaj Nikolajevič Akirtava (1925 - 192?)
- Pavel Grigorjevič Meladze (192? - 1932)
- Artemi Grigorjevič Geurkov (1932 - 1937)
- Josif Dmitrijevič Kočlamazašvili (1937 - 1938)
- Aron Josifovič Taplašvili (1938)
- Aleksej Nikolajevič Sadžaja (1938 - 1939)
- Michail Ivanovič Baramija (1939 - 1940)
- Giorgi Grigorjevič Tvalčrelidze (1940 - 194?)
- Kiril Georgjevič Bečvaja (194? - 1951)
- Bindsibadze (1951 - 1953)
- David Michailovič Mamuladze (1954 - březen 1961)
- Aleksandr Dursunovič Tchilaišvili (březen 1961 - leden 1975)
- Vachtang Rafajelovič Papunidze (leden 1975 - srpen 1986)
- Guram Chusejnovič Emiridze (srpen 1986 - březen 1990)
- Tengiz Sulejmanovič Chachva (březen 1990 - květen 1991)
- Ilja Culukidze (1991)

Předseda adžarského Ústředního výkonného výboru
- Aleksandr Grigorjevič Gambarov (1921)
- ??? (1921 - 192?)
- Mockobili (192? - 1928)
- Surmanidze (1928 - 1929)
- Zakarija Lordkipanidze (1929 - 1937)
- Ismail Chasanovič Futkaradze (1937 - 1938)

Předseda prezídia adžarského Nejvyššího sovětu
- David Alijevič Davitadze (červenec 1938 - duben 1954)
- Revaz Muradovič Komachidze (duben 1955 - březen 1969)
- David Dursunovič Diasamidze (březen 1969 - 1990)
- Tengiz Sulejmanovič Chachva (1990 - 1991)

Předseda Nejvyšší Rady Adžárie
- Aslan Abašidze (od 1991)

Předseda Rady lidových komisařů Adžárie
- Aleksandr Grigorjevič Gambarov (leden 1922 - listopad 1922)
- Tachsim Chimšiašvili (1922 - 1928)
- Levan Gogobaridze (1928 - 1941)
- Ismail Chasanovič Futkaradze (1941 - 1946)

Předseda Rady ministrů Adžárie
- Ismail Chasanovič Futkaradze (1946 - 1953)
- David Michailovič Mamuladze (1953 - 1954)
- Aleksandr Dursunovič Tchilaišvili (1954 - březen 1961)
- Levan Michailovič Davitadze (březen 1961 - leden 1975)
- Irakli Azizovič Džaši (leden 1975 - 1977)
- Juri Gedevanovič Ungiadze (1977 - 1990)
- Guram Jegorovič Čigogidze (1990 - 1993)